# Rodzinna angiopatia amyloidowa
Dziedziczne angiopatie amyloidowe (krwotoczne amyloidozy mózgowe, angiopatie kongofilne, ang. cerebral amyloid angiopathy, CAA) – heterogenna etiologicznie grupa chorób naczyń tętniczych związanych z odkładaniem amyloidu w ścianie naczyń tętniczych mózgu. Osłabione naczynia łatwo pękają, co prowadzi do krwotoku śródmózgowego i udaru mózgu. Wyróżniono kilka typów CAA, których nazwy odzwierciedlają narodowość pierwszych zdiagnozowanych i przedstawionych w piśmiennictwie pacjentów:
- typ islandzki (OMIM#105150) – amyloid odkłada się w ścianach tętnic i tętniczek kory mózgowej, pnia i móżdżku. Nie stwierdza się płytek amyloidowych ani zmian neurofibrylarnych w neuronach. Choroba spowodowana jest mutacją w genie kodującym cystatynę C.
- typ holenderski (OMIM#104760) – złogi amyloidu znajdują się w ścianach tętniczek opon, w korze mózgu i móżdżku. Nie stwierdza się zmian w neuronach. Przyczyna choroby leży w mutacji punktowej genu kodującego białko βAPP
- typ brytyjski (OMIM#176500) – złogi amyloidowe rozproszone w ścianie tętniczych naczyń oponowych, w tętniczkach kory mózgu i kory móżdżku, ponadto obecne jest zwłóknienie w ścianach naczyniowych. Choroba spowodowana jest mutacjami w genie ITM2B.
- typ duński (OMIM#176300) – złogi amyloidu są ogólnie rozmieszczone w mózgowych tętniczkach, splocie naczyniówkowym, móżdżku, siatkówce i rdzeniu. Choroba przebiega z otępieniem i krwotokami śródmózgowymi. Chorobę wywołują określone mutacje w genie transtyretyny.
- typ węgierski (OMIM#176300)